# 論山市
論山市（：／ Nonsan si */?），是位于韩国忠清南道东南部的城市。总面积555.17平方千米，2021年1月时总人口116,587。论山市下辖2個邑、11個面和2個洞。北面是公州市，南面则是全罗北道的益山市与完州郡；西面与扶余郡接壤，东面则同大田广域市、雞龍市以及錦山郡相邻。錦江从论山市内穿过，百济时代最后一战黄山伐战役发生在此。如今论山市是韩国最大的草莓产地，论山草莓节也是当地盛典。

## 歷史
论山市最初是在百济的领土范围内，境内有黄山也等郡和德近郡二郡。660年，百济最后一战黄山伐之战便发生在论山市。百济被新罗所灭后，原先的两郡改称黃山、尼山、德殷、石山四郡。进入高丽王朝时期，德殷郡更名德恩郡、石山郡改称石城郡、黄山郡则改为连山郡。到了朝鲜王朝，德恩郡与市津县合并，并在世宗时代重新命名为恩津县。尼山郡则在经历数次更名改制后在正祖时期定名为鲁城县。朝鲜时代后期的江景邑江景浦是当时与元山市元山港齐名的两大河港，该地也与平壤、大邱并称为朝鲜时代三大商业城市。1912年，原先的四个县变更为四个郡。当时的江景邑是锦江流域的水路交通枢纽和货物集散中心，船只和货物通过此地转运到忠清道的中心城市公州和全羅道的中心城市全州。19世纪末的江景人口超过超过三万人，算上流动人口则超过了十万人。
日韩合并后，日本殖民政府的殖民经济政策使江景地区的经济快速衰落。1914年，原先的连山、恩津、鲁城和石城四县合并为论山郡，该郡在1938年升格为论山邑，下辖2邑、13个面。1996年论山邑升格为论山市。2003年，原先的论山市鸡龙办事处从论山市脱离，并升格为雞龍市，自此形成了如今的论山市辖区。

## 地理
论山市位于忠清南道的东南部，西面是扶余郡、东面则是大田广域市、雞龍市以及錦山郡；南面与全罗北道的益山市与完州郡接壤、北面与公州市相接。其地形东高西低，鸡龙山脉与大芚山在论山市的东北部交叉，其中鸡龙山脉在论山境内呈西北-东南走向，形成了较为险峻的地形。该区域主要是海拔200米以上的山地，也是鸡龙山国立公园的一部分。大芚山脉则是在市内的连山面附近与鸡龙山脉交叉，呈东北-西南走向并最终进入南部的完州郡境内，这使得论山东部山地的山势大致呈U字形。的西部与南部则主要是海拔在60米左右的丘陵地带。从鸡龙与大芚山脉发源的数条锦江支流从西北向南侧流动，其流向大致呈直线型，最终汇入論山川，论山川又在江景邑地区最终汇入锦江的幹流中。这使得该区域的水系大致呈树枝形态，并在论山市的西南部形成了大面积的海拔在20米以下的冲积平原。
论山市与朝鲜半岛的主要气候类型一致，均属温带大陆性湿润气候。当地近十年的年平均气温为11.8℃、平均降水量为1199.4毫米。历史最高年平均气温为18.1℃，最低为6.5℃。论山市一年中最高的平均气温出现在七月，达24.4℃；最冷的一月平均气温为-1.2℃，年平均温差大于韩国的沿海地区却小于内陆的山区。

## 行政区划
论山市现下辖2個邑、11個面和2個洞，2021年1月时人口116,587名。1975年时论山市的人口数为226,437，现人口较当初已经减少了将近一半，但家庭户数从大约41,000户增加到57,969户，这跟如今单个家庭人数下降、家庭代数减少同生育数降低导致的人口结构变化相关。此外雞龍市从原区划分离时也带走了超过12,000名居民。
| 行政区划 | 面积   | 户数   | 人口    | 行政区划图 |
| -------- | ------ | ------ | ------- | ---------- |
| 江景邑   | 7.01   | 4,393  | 8,334   |            |
| 鍊武邑   | 59.45  | 6,853  | 13,732  |            |
| 城東面   | 35.58  | 2,183  | 4,174   |            |
| 光石面   | 34.02  | 2,229  | 4,239   |            |
| 魯城面   | 35.78  | 1,623  | 3,007   |            |
| 上月面   | 44.78  | 1,961  | 3,606   |            |
| 夫赤面   | 30.72  | 1,925  | 3,554   |            |
| 連山面   | 55     | 3,374  | 6,120   |            |
| 伐谷面   | 69.71  | 1,467  | 2,472   |            |
| 陽村面   | 77.21  | 3,086  | 6,315   |            |
| 可也谷面 | 45.3   | 1,959  | 3,437   |            |
| 恩津面   | 22.53  | 2,292  | 3,967   |            |
| 彩雲面   | 19.75  | 1,210  | 2,270   |            |
| 鷲岩洞   | 10.46  | 16,107 | 35,006  |            |
| 富倉洞   | 7.55   | 7,307  | 16,354  |            |
| 論山市   | 554.85 | 57,969 | 116,587 |            |

*此人口数据来自2021年1月韓國行政安全部之统计数据。

## 经济

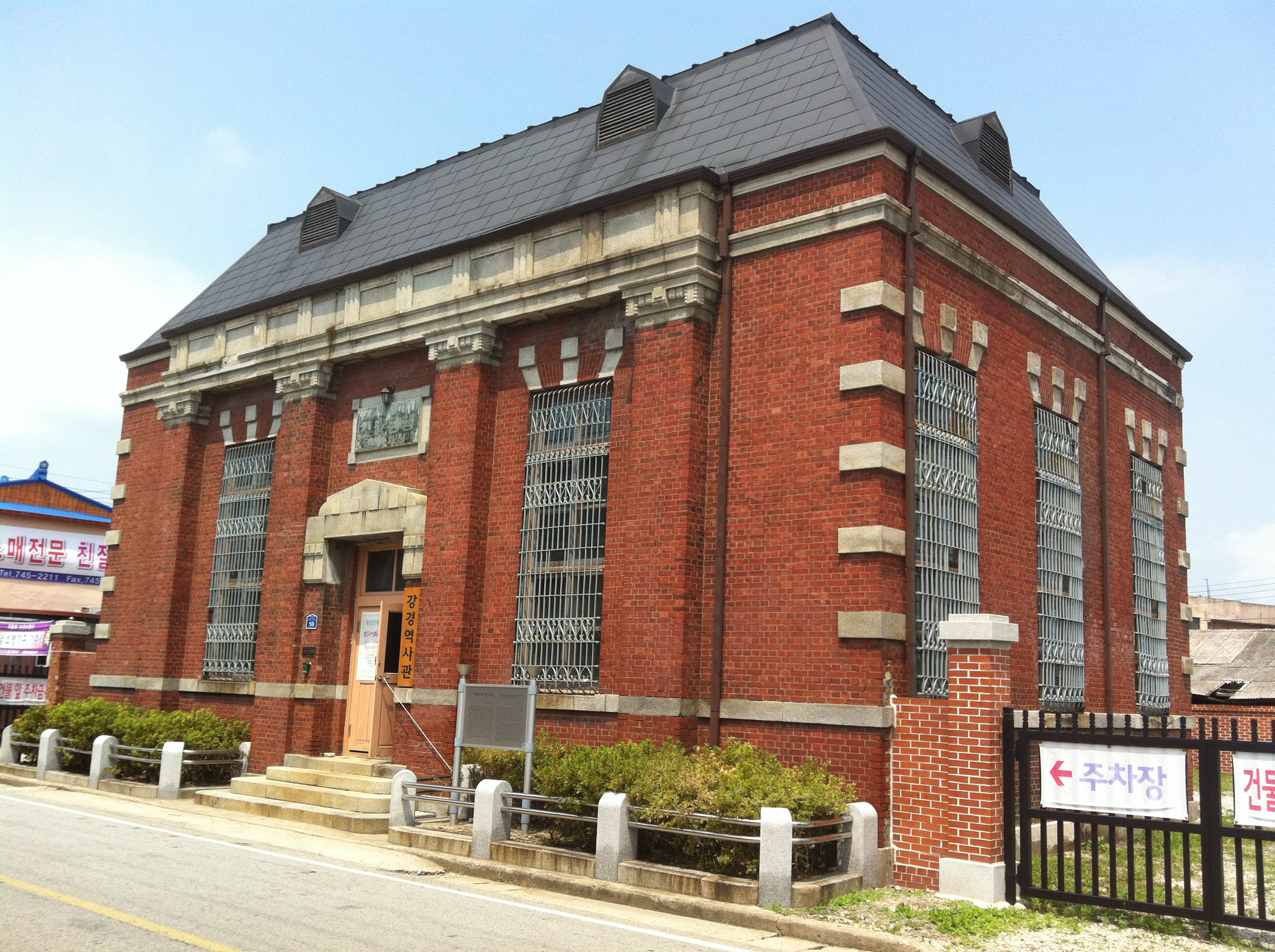
旧韩一银行江景支店的大楼

论山市在2016年时的地区生产总值为3.43万亿韩元。其中第一产业产值为3,836亿韩元、第二产业产值为1.05万亿韩元、第三产业产值为1.99万亿韩元。

### 第一产业
论山位于肥沃的论山平原，和瑞山市一样，是忠清南道大型粮食产地，主要粮食作物是大麦、小麦和大米。论山地区主要的耕地类型是旱田，占到了其耕地面积的七成。当地其他的主要农作物还有红薯、亚麻、蘑菇、草莓等。草莓是论山的特色作物，年产量约有三万吨，年销售额能达到两千亿韩元。论山草莓的年产量占到了忠清南道的约64%和韩国总产量的15%。论山虽然地处内陆，但由于锦江的流经，水产业和养殖渔业也有所发展。另外论山境内还有面积达27,300公顷的林地，并有板栗、核桃等林业作物出产。

### 第二产业
论山的第二产业以食品业和纺织业为代表。当地并没有大型的公司或工厂，主要以300人以下的中小型企业为主。木材和家具产业在论山也有发展，但近些年相关产业开始向印刷出版业转型。在论山市的475家制造业企业中，有超过一半的企业从事着食品、饮料和非金属制品的制造。另外论山还有多出矿产，其中煤炭是主要矿产物，年产量超过一万吨。论山现有两个一般产业团地，分别是2004年竣工的论山地方产业团地和论山二号一般产业团地。在鍊武邑兴建国防国家产业团地的计划在2020年12月通过了韩国企划财政部的初步可行性研究，未来将投资1,823亿韩元建设，预计将于2029年建成。计划中的产业团地将以生产食品、医疗器械、电气、通信等军工相关行业的国防产业基地作为发展方向。

### 第三产业
陆军训练所是韩国入伍服兵役前基本军事训练的场所，训练所周边开设有餐厅和酒店等配套设施，主要对入伍前和完成基本训练后允许短暂外出的士兵及其亲友服务。但正因如此，当地相关产业也曝出过过度收费的问题。与训练所相关的公共行政和国防产业是论山经济产出的主要来源。由于江景邑曾经是韩国的商业中心，当地的金融业发展很早，当地的首家银行旧韩一银行江景支店设立于1911年，现其旧址是韩国文化财厅指定的文化财。2009年时论山当地有10家金融机构，包括韩亚银行、新韓銀行和国民银行的支店，以及其他信用社、农协等相关企业。

## 交通
由于地势较低和产业密集的缘故，论山的江景地区是忠清南道道路网密集和修整完好的区域。湖南線自北向南穿过论山市，其支线江景線从彩云信号场分叉，该线全线位于论山境内。论山境内的主要高速道路有湖南高速公路和論山天安高速公路。论山天安高速公路是一条私人出资建设的高速公路，于2002年12月通车，使湖南高速公路与京釜高速公路相接。该线的开通缩短了城际快车前往光州、顺天、木浦等地的时间并降低了其票价。此外论山还有国道1号、国道4号和国道23号 (韩国)三条国道穿过。2006年时，通过论山境内公路输送的旅客人数达到了20,913,525人次。

## 教育与文化观光

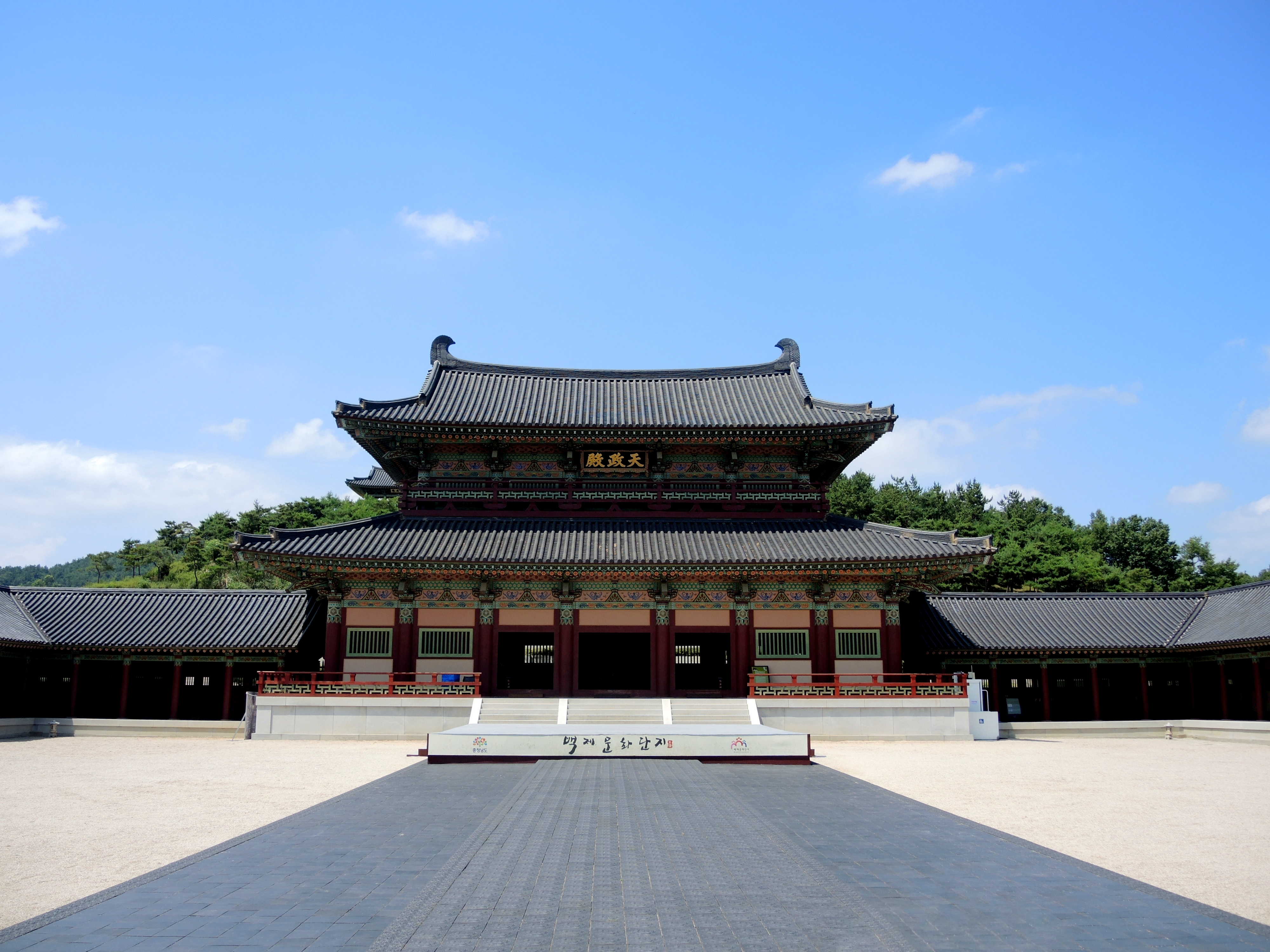
百济历史博物馆

现在论山市有三所一般大学，分别是建阳大学、韩国工业大学生物校区和金刚大学，另有四个军事教育机构，包括陆军训练所、陆军航空学校和韓國國防大學。此外论山境内还有13所各类型高中、14所初中、33所小学和32间幼儿园。论山的遯巖書院创建于朝鲜时代，是韓國指定史蹟，亦在作为八所韓國新儒學書院的一部分于2019年登录为韩国第14個世界遗产。
论山是百济和后百济的要地，百济著名战役黄山伐之战便发生于此。当时在战役中为百济战死的将军阶伯的坟墓位于论山的夫赤面，修缮过的遗迹地现在是忠清南道的地方文化财。建于后百济和高麗時代的开泰寺和灌燭寺是当地的重要文化史迹，位于灌烛寺内的石造彌勒菩薩立像是韩国指定文化财。鸡龙山国立公园的一部分位于论山境内，鸡龙山和塔亭湖、锦江都是论山著名的自然景观。作为韩国最大草莓产地，论山草莓节是当地最大的节日庆典，一般在每年的4月举行。届时会开展大量与草莓相关的活动，以及销售优惠和展览等。由于2019冠状病毒病疫情，2020年的庆典改在线上舉辦，并计划将日后每年的庆典改在2月份举行。

## 姐妹城市
论山市和以下韩国城市是友好姊妹城市：
| 城市   | 自治体     | 締結日期 |
| ------ | ---------- | -------- |
| 瑞草區 | 首尔特别市 | 2004年   |
| 江东区 | 首尔特别市 | 2016年   |
| 堤川市 | 忠清北道   | 2016年   |
| 中区   | 大田广域市 | 2016年   |
| 杨平郡 | 京畿道     | 2018年   |
| 聞慶市 | 庆尚北道   | 2019年   |

論山市和以下外國城市是友好交流城市：
| 國家           | 城市                   | 締結日期       |
| -------------- | ---------------------- | -------------- |
| 中华人民共和国 | 锦州市（辽宁省）       | 2001年6月21日  |
| 中华人民共和国 | 廊坊市（河北省）       | 2004年4月6日   |
| 中华人民共和国 | 济宁市（山东省）       | 2015年5月27日  |
| 日本           | 御殿場市（静冈县）     | 2016年7月28日  |
| 日本           | 羽曳野市（大阪府）     | 2017年2月21日  |
| 中華民國       | 桃园市                 | 2016年10月25日 |
| 蒙古国         | 纳来哈区（乌兰巴托市） | 2017年5月24日  |
| 印度尼西亞     | 玛琅市（东爪哇省）     | 2017年7月18日  |